# 고흥군
고흥군(高興郡)은 대한민국 전라남도 남해안 고흥반도와 230개의 섬으로 이루어진 군이다. 군청 소재지는 고흥읍이고, 행정구역은 2읍 14면이다. 봉래면 외나로도에는 나로우주센터가 있다.

## 역사
| Daedongyeojido (Gyujanggak) 19-04.jpg |
| Daedongyeojido (Gyujanggak) 20-03.jpg |

- 본래 장흥부의 고이부곡(高伊部曲)이었다. 고이는 옛 방언으로 고양이를 뜻하며, 묘부곡(猫部曲)이라는 기록도 있다.[2]
- 1285년 고이부곡 출신 유비(柳庇)가 통역으로 원나라에 가서 공을 세웠다 하여 고흥현(高興縣)으로 승격하였다.
- 1395년 왜구의 침입으로 관아를 보성군의 속현인 조양현(지금의 보성군 조성면)으로 이전하였다. 1397년에 진(鎭)을 설치하였다.
- 1441년 관아를 지금의 고흥읍으로 이전하였다. 조양현 땅을 보성에 돌려주고, 보성의 속현이던 남양현(南陽縣), 태강현(泰江縣), 풍안현(豐安縣), 도화현(道化縣)과 장흥의 속현이던 두원현(荳原縣), 도양현(道陽縣)을 편입하고 고흥과 남양을 따서 흥양현(興陽縣)으로 개칭하였다.
- 1592년 조선 선조 전라좌수영 10개 5관 5포의 절반인 1관 4포(흥양현, 녹도, 발포, 사도, 여도)가 집중적으로 설치되어 임진왜란 때 구국의 전초기지 역할을 하였다.
- 1895년 음력 윤5월 1일 나주부 흥양군으로 개편하였다.[3] 이듬해 흥양군에 속해 있던 섬이 신설된 돌산군에 편입되었다.

읍내면, 포두면, 점암면, 남면, 남양면, 남서면(남양·남서는 옛 남양현), 태강면, 태동면, 태서면(이상 3면은 옛 태강현), 두원면(옛 두원현), 고읍면(옛 풍안현), 도양면(옛 도양현), 도화면(옛 도화현)
- 1896년 8월 4일 전라남도 흥양군으로 개편하였다.[4]
- 1914년 4월 1일 흥양군 일원, 완도군 득량도, 돌산군 금산면·봉래면·옥장면 일부를 관할로 고흥군(高興郡)이 되었다.[5]

13면 - 고흥면, 두원면, 고읍면, 도양면, 도화면, 포두면, 점암면, 남면, 남양면, 대서면, 동강면, 금산면, 봉래면
- 1931년 4월 1일 고읍면을 풍양면으로, 남면을 과역면으로 각각 개칭하였다.[6]
- 1963년 1월 1일 봉래면 시산리를 풍양면에, 봉래면 지죽리를 도화면에, 봉래면 오취리를 포두면에, 금산면 오마리 및 소록리를 도양면에 편입하였다.[7]
- 1964년 10월 1일 봉래면 내도에 내도출장소가 설치되었다.[8]
- 1966년 12월 1일 점암면 양사리에 양사출장소를 설치하였다.[9]
- 1972년 9월 27일 풍양면 시산리에 시산출장소를 설치하였다.[10]
- 1973년 7월 1일 도양면이 도양읍으로 승격되었다.[11] 도양읍 도덕리에 도덕출장소가 설치되었다.[12] (1읍 12면)
- 1974년 4월 4일 도양읍 소록리에 소록출장소가 신설되었다.[13]
- 1979년 5월 1일 고흥면이 고흥읍으로 승격되었다.[14] (2읍 11면)
- 1983년 2월 15일 도양읍 도덕출장소를 도덕면으로 승격하였다. 동강면 장도리를 보성군 벌교읍에, 금산면 신촌리 중 상화도·하화도, 풍양면 시산리를 도양읍에 각각 편입하였다.[15] (2읍 12면)
- 1983년 12월 5일 금산면 오천리에 오천출장소를 설치하였다.[16]
- 1986년 3월 27일 점암면 양사출장소를 산내면으로 승격하였다.[17] (2읍 13면)
- 1987년 1월 1일 도양읍 소봉리를 봉서리로, 풍양면 월동리를 영호리로 개칭하였다.
- 1989년 4월 1일 산내면을 영남면으로 개칭하였다.[18]
- 1990년 7월 1일 봉래면 내도출장소를 동일면으로 승격하였다.[19] (2읍 14면)
- 1990년 7월 19일 포두면 송산리에 송산출장소를 설치하였다.[20]
- 1990년 8월 1일 보성군 벌교읍 장도리 중 죽도를 고흥군 동강면 노동리로 편입하였다.
- 1998년 9월 7일 금산면 오천출장소와 포두면 송산출장소를 폐지하였다.
- 2018년 3월 6일 남계택지개발지구에 고흥군청 새청사로 이전하였다.

## 지리

### 지형
고흥군은 전라남도 동남부에 위치한 고흥반도와 230개의 섬(유인도 23, 무인도 207)으로 구성되어 있다. 동쪽은 순천만과 여자만을 사이에 두고 여수시와 인접하고, 서쪽은 득량만을 사이에 두고 장흥군 관산읍 및 완도군과 인접한다. 남쪽은 여수시 삼산면 손죽열도와 인접해 있고, 북쪽으로는 보성군과 경계를 이룬다. 고흥군의 전체적 모양은 북구 남양면의 지협을 정점으로 동서간 폭이 좁아지다가 남쪽으로 내려갈수록 폭이 넓어지는 마치 오리발과 같은 형상을 이루고 있다.

### 기후
| 고흥기상관측소 (고흥군 고흥읍 행정리, 해발 51.91m)의 기후 | 고흥기상관측소 (고흥군 고흥읍 행정리, 해발 51.91m)의 기후 | 고흥기상관측소 (고흥군 고흥읍 행정리, 해발 51.91m)의 기후 | 고흥기상관측소 (고흥군 고흥읍 행정리, 해발 51.91m)의 기후 | 고흥기상관측소 (고흥군 고흥읍 행정리, 해발 51.91m)의 기후 | 고흥기상관측소 (고흥군 고흥읍 행정리, 해발 51.91m)의 기후 | 고흥기상관측소 (고흥군 고흥읍 행정리, 해발 51.91m)의 기후 | 고흥기상관측소 (고흥군 고흥읍 행정리, 해발 51.91m)의 기후 | 고흥기상관측소 (고흥군 고흥읍 행정리, 해발 51.91m)의 기후 | 고흥기상관측소 (고흥군 고흥읍 행정리, 해발 51.91m)의 기후 | 고흥기상관측소 (고흥군 고흥읍 행정리, 해발 51.91m)의 기후 | 고흥기상관측소 (고흥군 고흥읍 행정리, 해발 51.91m)의 기후 | 고흥기상관측소 (고흥군 고흥읍 행정리, 해발 51.91m)의 기후 | 고흥기상관측소 (고흥군 고흥읍 행정리, 해발 51.91m)의 기후 |
| 월                                                        | 1월                                                       | 2월                                                       | 3월                                                       | 4월                                                       | 5월                                                       | 6월                                                       | 7월                                                       | 8월                                                       | 9월                                                       | 10월                                                      | 11월                                                      | 12월                                                      | 연간                                                      |
| --------------------------------------------------------- | --------------------------------------------------------- | --------------------------------------------------------- | --------------------------------------------------------- | --------------------------------------------------------- | --------------------------------------------------------- | --------------------------------------------------------- | --------------------------------------------------------- | --------------------------------------------------------- | --------------------------------------------------------- | --------------------------------------------------------- | --------------------------------------------------------- | --------------------------------------------------------- | --------------------------------------------------------- |
| 역대 최고 기온 °C (°F)                                    | 17.8 (64.0)                                               | 21.9 (71.4)                                               | 23.9 (75.0)                                               | 28.3 (82.9)                                               | 33.3 (91.9)                                               | 34.4 (93.9)                                               | 38.5 (101.3)                                              | 38.0 (100.4)                                              | 35.1 (95.2)                                               | 29.9 (85.8)                                               | 27.4 (81.3)                                               | 21.2 (70.2)                                               | 38.5 (101.3)                                              |
| 일평균 최고 기온 °C (°F)                                  | 7.0 (44.6)                                                | 9.2 (48.6)                                                | 13.5 (56.3)                                               | 18.9 (66.0)                                               | 23.3 (73.9)                                               | 26.0 (78.8)                                               | 28.7 (83.7)                                               | 30.1 (86.2)                                               | 26.8 (80.2)                                               | 22.2 (72.0)                                               | 15.7 (60.3)                                               | 9.3 (48.7)                                                | 19.2 (66.6)                                               |
| 일일 평균 기온 °C (°F)                                    | 1.6 (34.9)                                                | 3.2 (37.8)                                                | 7.4 (45.3)                                                | 12.7 (54.9)                                               | 17.4 (63.3)                                               | 21.1 (70.0)                                               | 24.7 (76.5)                                               | 25.7 (78.3)                                               | 21.6 (70.9)                                               | 15.7 (60.3)                                               | 9.4 (48.9)                                                | 3.5 (38.3)                                                | 13.7 (56.7)                                               |
| 일평균 최저 기온 °C (°F)                                  | −3.3 (26.1)                                               | −2.3 (27.9)                                               | 1.4 (34.5)                                                | 6.4 (43.5)                                                | 11.7 (53.1)                                               | 16.9 (62.4)                                               | 21.5 (70.7)                                               | 22.2 (72.0)                                               | 17.2 (63.0)                                               | 9.9 (49.8)                                                | 3.6 (38.5)                                                | −1.8 (28.8)                                               | 8.6 (47.5)                                                |
| 역대 최저 기온 °C (°F)                                    | −14.4 (6.1)                                               | −12.7 (9.1)                                               | −8.5 (16.7)                                               | −4.4 (24.1)                                               | 1.7 (35.1)                                                | 8.2 (46.8)                                                | 14.1 (57.4)                                               | 11.2 (52.2)                                               | 6.6 (43.9)                                                | −1.1 (30.0)                                               | −8.1 (17.4)                                               | −10.6 (12.9)                                              | −14.4 (6.1)                                               |
| 평균 강수량 mm (인치)                                     | 25.9 (1.02)                                               | 46.5 (1.83)                                               | 86.7 (3.41)                                               | 128.2 (5.05)                                              | 133.3 (5.25)                                              | 186.9 (7.36)                                              | 264.9 (10.43)                                             | 264.9 (10.43)                                             | 167.2 (6.58)                                              | 66.8 (2.63)                                               | 51.4 (2.02)                                               | 26.6 (1.05)                                               | 1,449.3 (57.06)                                           |
| 평균 강수일수 (≥ 0.1 mm)                                  | 4.6                                                       | 5.2                                                       | 7.8                                                       | 8.2                                                       | 9.0                                                       | 9.3                                                       | 12.5                                                      | 12.0                                                      | 8.9                                                       | 4.4                                                       | 6.3                                                       | 5.0                                                       | 93.2                                                      |
| 평균 상대 습도 (%)                                        | 62.8                                                      | 61.0                                                      | 61.8                                                      | 62.3                                                      | 66.5                                                      | 74.2                                                      | 80.0                                                      | 77.1                                                      | 74.3                                                      | 69.2                                                      | 68.7                                                      | 65.4                                                      | 68.6                                                      |
| 평균 월간 일조시간                                        | 166.3                                                     | 172.2                                                     | 200.8                                                     | 212.9                                                     | 221.8                                                     | 169.0                                                     | 156.1                                                     | 185.0                                                     | 173.3                                                     | 203.1                                                     | 168.1                                                     | 167.3                                                     | 2,195.9                                                   |
| 출처: 기상청 (평년값: 1991년~2020년, 극값: 1972년~현재)   |                                                           |                                                           |                                                           |                                                           |                                                           |                                                           |                                                           |                                                           |                                                           |                                                           |                                                           |                                                           |                                                           |

### 특이점
고흥군을 육로를 통해 가려면 보성군을 지나지 않고는 갈 수 없다. 향후 여수시, 완도군과의 사이에 있는 도서를 잇는 연륙, 연도교가 개통될 예정이다.

## 행정 구역
2읍 14면으로 구성되어 있다.
| 읍·면  | 한자   | 면적   | 인구   | 행정지도 |
| ------ | ------ | ------ | ------ | -------- |
| 고흥읍 | 高興邑 | 45.59  | 12,697 |          |
| 도양읍 | 道陽邑 | 33.56  | 10,359 |          |
| 풍양면 | 豊陽面 | 51.28  | 3,612  |          |
| 도덕면 | 道德面 | 49.53  | 3,244  |          |
| 금산면 | 錦山面 | 65.70  | 4,937  |          |
| 도화면 | 道化面 | 66.17  | 4,377  |          |
| 포두면 | 浦頭面 | 112.31 | 5,474  |          |
| 봉래면 | 蓬萊面 | 28.40  | 2,140  |          |
| 동일면 | 東日面 | 21.15  | 1,600  |          |
| 점암면 | 占岩面 | 69.11  | 2,932  |          |
| 영남면 | 影南面 | 43.63  | 1,452  |          |
| 과역면 | 過驛面 | 42.35  | 3,673  |          |
| 남양면 | 南陽面 | 39.54  | 2,579  |          |
| 동강면 | 東江面 | 41.44  | 3,495  |          |
| 대서면 | 大西面 | 34.39  | 2,588  |          |
| 두원면 | 豆原面 | 63.26  | 3,375  |          |
| 고흥군 | 高興郡 | 807.33 | 69,532 |          |

## 인구
고흥군의 연도별 인구 추이
| 연도   | 총인구    |  |
| ------ | --------- |  |
| 1960년 | 209,199명 |  |
| 1966년 | 234,592명 |  |
| 1970년 | 225,065명 |  |
| 1975년 | 217,446명 |  |
| 1980년 | 191,639명 |  |
| 1985년 | 160,857명 |  |
| 1990년 | 134,294명 |  |
| 1995년 | 110,884명 |  |
| 2000년 | 101,071명 |  |
| 2005년 | 83,830명  |  |
| 2010년 | 73,924명  |  |
| 2015년 | 69,378명  |  |

## 문화

### 관광지
- 팔영산
- 소록도
- 나로도
- 나로우주센터

### 특산물
- 유자
- 미역
- 굴
- 김[25]
- 꼬막
- 바지락

## 교육 기관
- 고등학교

|  | - 고흥고등학교 - 고흥도화고등학교 | - 고흥산업과학고등학교 - 고흥영주고등학교 | - 녹동고등학교 |

- 중학교

|  | - 고흥과역중학교 - 고흥남양중학교 - 고흥대서중학교 | - 고흥도덕중학교 - 고흥도화중학교 - 고흥백양중학교 | - 고흥여자중학교 - 고흥점암중앙중학교 - 고흥중학교 | - 고흥풍양중학교 - 금산중학교 - 녹동중학교 | - 동강중학교 - 봉래중학교 - 포두중학교 |

- 초등학교

|  | - 고흥동초등학교 - 과역초등학교 - 금산초등학교 - 남양초등학교 - 남양초등학교 우도분교 | - 녹동초등학교 - 녹동초등학교 소록도분교 - 녹동초등학교 시산분교 - 대서초등학교 - 도덕초등학교 | - 도화초등학교 - 동강초등학교 - 두원초등학교 - 백양초등학교 - 봉래초등학교 | - 영남초등학교 - 점암초등학교 - 점암초등학교 신안분교 - 포두초등학교 - 풍남초등학교 - 풍양초등학교 |

## 자매협력도시

### 자매도시
- 대한민국 경상남도 창원시
- 대한민국 서울특별시 금천구
- 대한민국 제주특별자치도 서귀포시
- 대한민국 인천광역시 남동구
- 대한민국 경기도 광주시
- 대한민국 울산광역시 동구
- 대한민국 서울특별시 노원구

### 국제 협력도시
- 방글라데시 다카
- 미국 켄터키주 루이빌

## 같이 보기
- 대한민국의 지리
- 고흥 쌍충사
- 고흥향교
- 능가사

## FM 라디오 주파수 방송 목록
- 88.3 - 전주KBS 제1라디오 (구례 노고단)
- 88.7 - 순천KBS 제1라디오 (순천 남산)
- 89.1 - 목포MBC 표준FM (해남 대둔산)
- 89.3 - 진주KBS 클래식FM (진주 망진산)
- 89.5 - 전남CBS 표준FM (순천 남산)
- 90.3 - 진주KBS 제1라디오 (진주 망진산)
- 90.5 - 광주KBS 제1라디오 (광주 무등산)
- 90.7 - 광주kbc 마이FM (광양 구봉화산)
- 91.1 - MBC경남 표준FM (하동 금오산)
- 92.1 - 창원KBS 클래식FM (거창 감악산)
- 92.3 - 광주KBS 클래식FM (광주 무등산)
- 93.1 - febc 광주극동방송 (광주 무등산)
- 93.7 - GGN 글로벌광주방송 (여수 구봉산)
- 94.5 - 광주KBS 클래식FM (남해 망운산)
- 95.1 - 광주MBC FM4U (구례 노고단)
- 95.7 - 순천KBS 제1라디오 (남해 망운산)
- 96.7 - 광주kbc 마이FM (여수 구봉산)
- 97.1 - 진주KBS 제1라디오 (하동 금오산)
- 97.5 - febc 전남동부극동방송 (광양 구봉화산)
- 97.7 - MBC경남 FM4U (진주 망진산)
- 98.3 - 여수MBC FM4U (여수 구봉산)
- 99.5 - cpbc 광주가톨릭평화방송 (여수 구봉산)
- 100.3 - 여수MBC 표준FM (순천 남산)
- 100.9 - 광주KBS 해피FM (여수 구봉산)
- 101.3 - 여수MBC 표준FM (남해 망운산)
- 101.5 - EBS 라디오 (진주 망진산)
- 101.7 - 전주MBC 표준FM (구례 노고단)
- 102.1 - 전남CBS 표준FM (여수 구봉산)
- 102.7 - 광주KBS 해피FM (순천 남산)
- 103.5 - TBN 광주교통방송 (광양 구봉화산)
- 104.1 - EBS 라디오 (보성 벌교)
- 104.5 - 전주KBS 클래식FM (구례 노고단)
- 104.7 - EBS 라디오 (거창 감악산)
- 105.3 - EBS 라디오 (광주 무등산)
- 105.7 - BBS 광주불교방송 (광양 구봉화산)
- 106.3 - EBS 라디오 (경남 남해 망운산)
- 107.1 - 여수MBC 표준FM (여수 구봉산)
- 107.5 - EBS 라디오 (구례 노고단)